# Yao (lud w Azji)

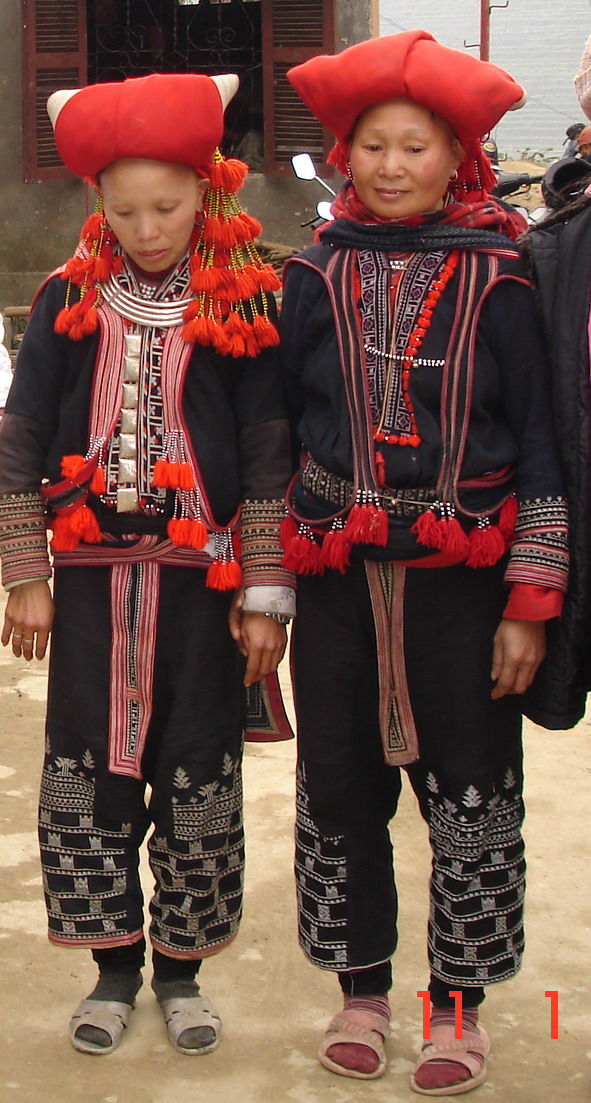
Kobiety z ludu Czerwonych Dao (Yao) w Wietnamie

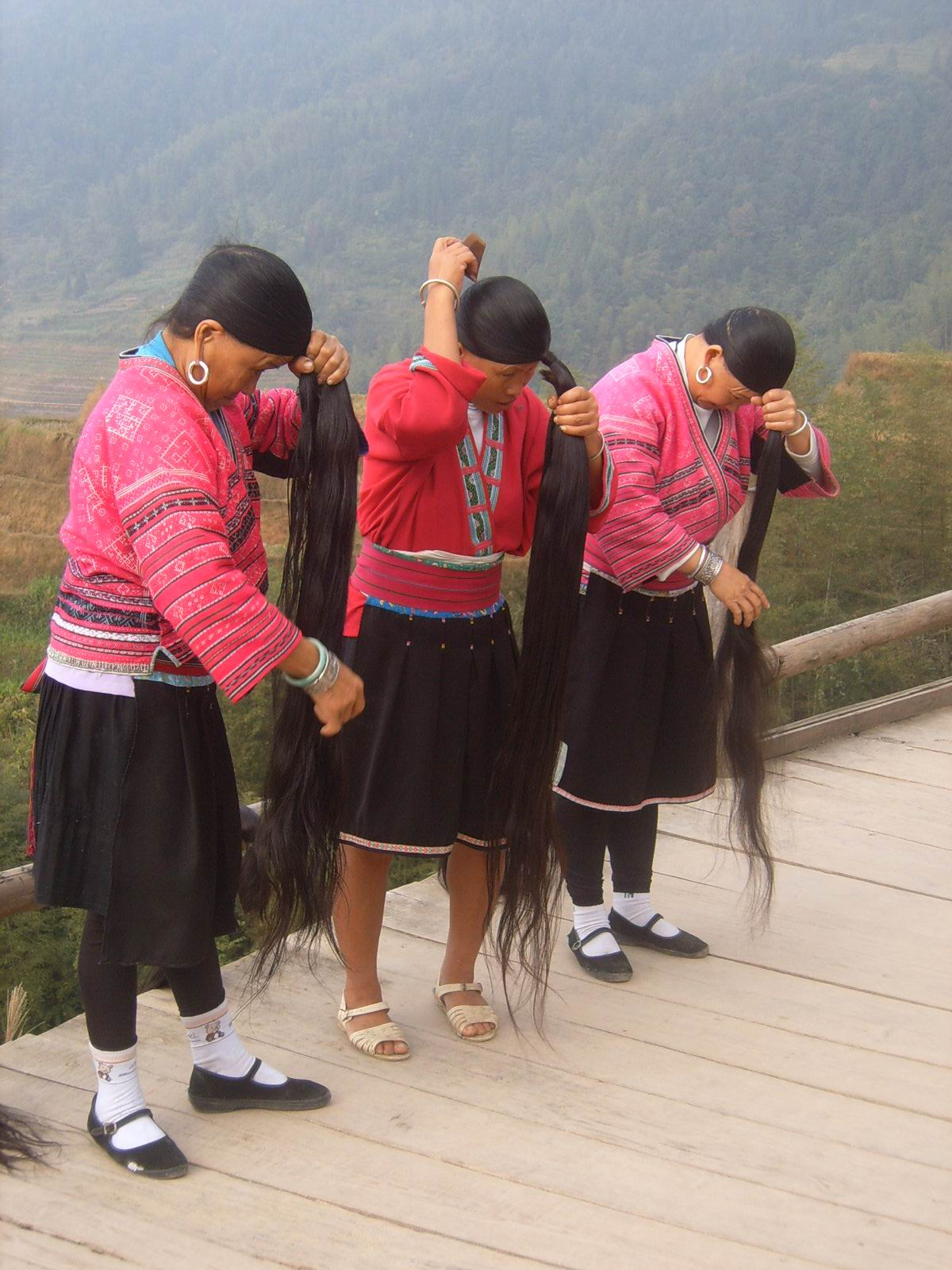
Kobiety z ludu Yao w Chinach

Yao, Mien (wym. jao; chiń. 瑶族; pinyin Yáo zú; wiet. người Dao) – lud mieszkający w Chinach i na Półwyspie Indochińskim w Wietnamie, Laosie i Tajlandii. Ich większe skupiska w Chinach to prowincje Guangdong, Hunan, Jiangxi oraz region autonomiczny Kuangsi-Czuang. Sami określają się mianem „lu Mien“. Mówią językiem yao (mien), należącym do rodziny językowej hmong-mien (miao-yao). Reprezentują najwcześniejszą warstwę etniczną ludności w południowych Chinach. Trwająca do dziś migracja Yao na południe, spowodowana wypieraniem przez Chińczyków, powoduje osiedlanie się enklawami, w górskich trudno dostępnych terenach.
W Wietnamie żyje kilka grup etnicznych tej narodowości. Według spisu z 1999 r. przynależność do Dao (wymowa zao lub jao, tak oficjalnie się ich nazywa w Wietnamie) zadeklarowało 620 538 osób.